# Ackerstraße 1 (Magdeburg)

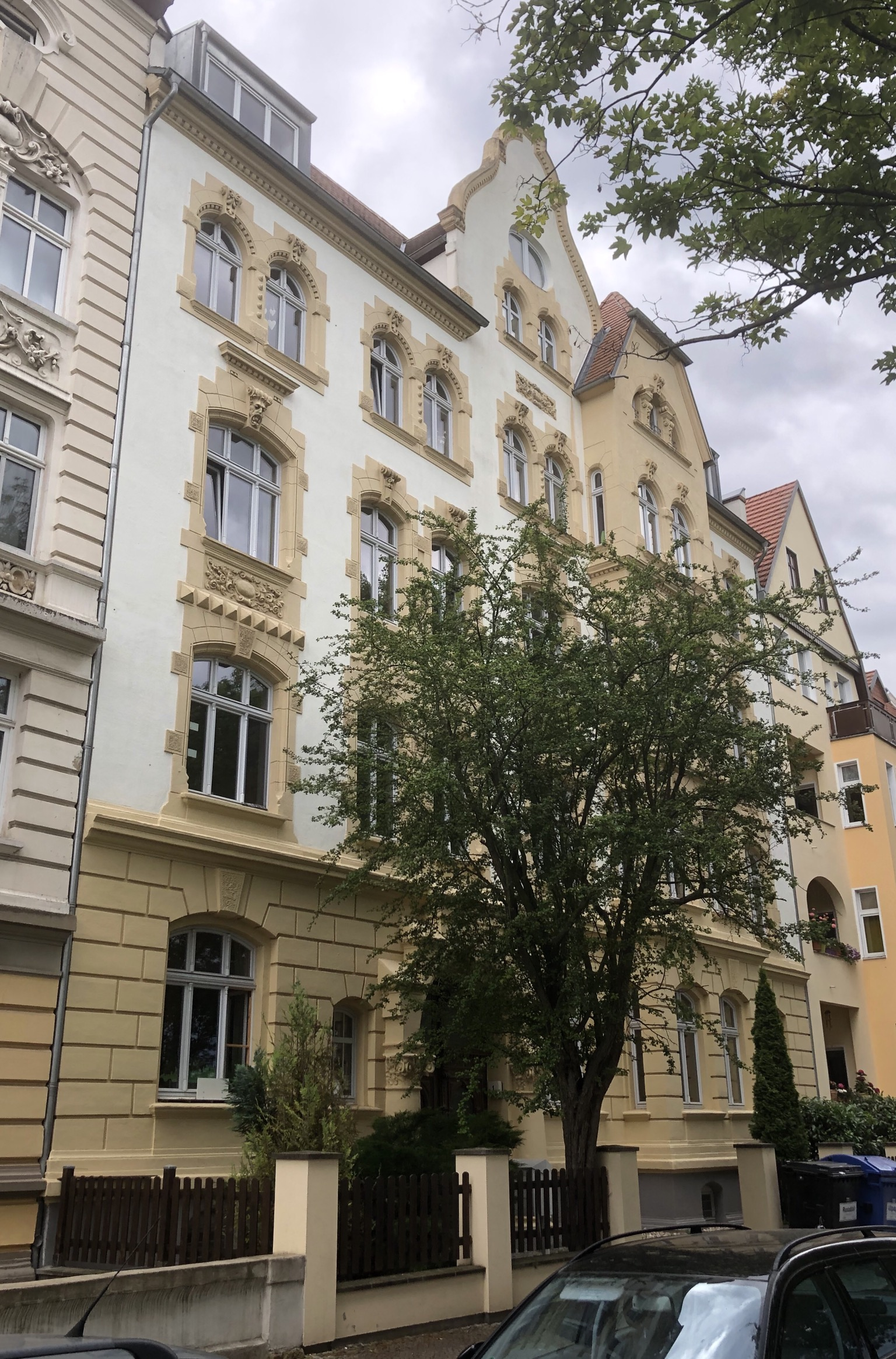
Ackerstraße 1

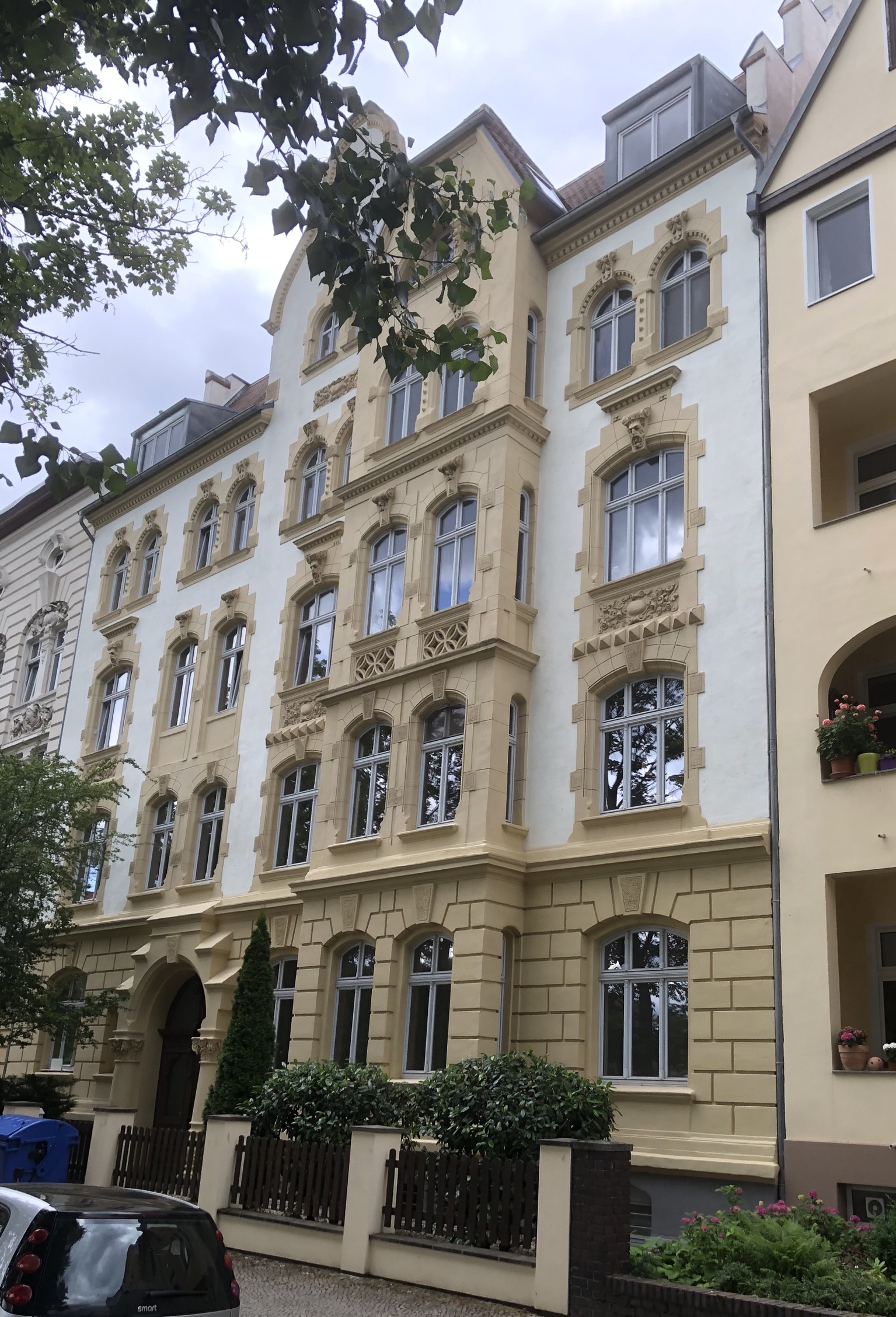
Blick von Nordwesten

Das Gebäude Ackerstraße 1 ist ein denkmalgeschütztes Wohnhaus in Magdeburg in Sachsen-Anhalt.

## Lage
Es befindet sich auf der Südseite der Ackerstraße im Magdeburger Stadtteil Leipziger Straße. Östlich grenzt das gleichfalls denkmalgeschützte Haus Leipziger Straße 6 an, mit dem der Bau eine Baugruppe bildet.

## Architektur und Geschichte
Das viergeschossige verputzte Gebäude entstand in der Zeit um das Jahr 1900. Die repräsentativ gestaltete Fassade ist im Stil des Eklektizismus gestaltet und weist Formen des Neobarocks und der Neorenaissance auf. Die Mitte der Fassade ist mit einem Zwerchhaus bekrönt, das von einem geschweiften Giebel überspannt wird. Rechts hiervon befindet sich ein zweiachsiger Risalit. Der auf der linken Seite liegende Eingangsbereich ist mit Säulen verziert.
Im örtlichen Denkmalverzeichnis ist das Wohnhaus unter der Erfassungsnummer 094 82203 als Baudenkmal verzeichnet.
Das Gebäude gilt als prägend für das Straßenbild.